# Едгарс Аболіньш
Едґарс Аболіньш (латис. Edgars Āboliņš; народився 6 травня 1991, Лієпая, Латвія) — латвійський хокеїст, нападник. Виступає в лієпайському Металургсі. Виступав у складі юніорської збірної Латвії (U-18).